# Lion Store
Lion Store (opgericht in 1857 als Frederick Eaton & Co. en in 1890 geregistreerd als The Lion Dry Goods Co.) was een warenhuisketen in Toledo, Ohio. De warenhuisketen werd tussen 1914 tot de overname in 1998 door Dillard's geëxploiteerd door Mercantile Stores. In 1999 werden de winkels omgebouwd van Lion Store naar Dillard's. 
De oorspronkelijk textielwinkel in het stadscentrum, ontwikkelde zich goed in de periode na de oorlog. Tijdens de suburbanisatie van Toledo opende de Lion Store nieuwe winkels in de buitenwijken. In 1980 werd de winkel in het stadscentrum gesloten vanwege het stedelijk verval. In 1998 bestond de keten uit drie modewinkels en twee winkels voor woninginrichting in winkelcentra in de omgeving, gericht op consumenten uit de  middenklasse. 
Lion was lange tijd een dominante retailer in Toledo en had in 1998 een geschat marktaandeel van dertig tot veertig procent. De winkel had invloed op de groei van het winkellandschap van Toledo, waarbij ontwikkelaars erkenden dat hun projecten afhingen van de vraag of Lion een ankerhuurder zou worden. De buitensporige invloed van Lion op de lokale consument bracht een plaatselijke winkelier ertoe om grappend op te merken dat ‘mensen die in Toledo geboren worden, met twee dingen geboren worden: een Social Security-kaart en een Lion-creditcard.’ 

## Geschiedenis

### Vroege jaren
Halverwege de 19e eeuw opende Frederick Eaton uit New England een textielwinkel in Toledo. De winkel verdiende in het eerste jaar al $ 15.000, wat ertoe leidde dat de winkel, die toen nog Frederick Eaton & Company heette, naar een grotere locatie in het centrum van Toledo verhuisde. Tussen 1859 en 1865 kocht Eaton twee levensgrote gietijzeren leeuwen en plaatste ze voor de deur van zijn winkel. De klanten van de winkel noemden de winkel 'The Lion Store'. In 1866 verhuisde de winkel naar zijn definitieve locatie in het stadscentrum, waar ook de leeuwen volgden. Na het overlijden van Eaton in 1890 werd The Lion Store onderdeel van H.B. Claflin & Company. Vervolgens werd de winkel overgenomen door de Mercantile Stores-groep.

### Uitbreiding na de oorlog
In 1957 opende het bedrijf een winkel in het Westgate Village Shopping Center. In de jaren 1990 werd dit een woonwinkel en kortstondig een Dillard's Home Store, waarna het uiteindelijk sloot. In 1972 werd er nog een winkel geopend in het Southwyck Shopping Center. Nadat de Lamsons-winkel aldaar sloot, werd er ook een tweede Home Store geopend in Southwyck. Beide winkels in Southwyck sloten in het begin tot midden van de jaren 2000, na een korte verbouwing tot Dillard's-winkels. De winkel in het stadscentrum sloot begin jaren 1980.

### Latere jaren en de overname door Dillard's
Halverwege de jaren 1980 opende Lion Store een vestiging op North Towne Square in Noord-Toledo. Deze werd eind jaren 1990 gesloten na een korte periode als Dillard's-winkel. In 1993 werd er een winkel geopend in Franklin Park Mall, die onder de naam Dillard's de enige nog bestaande afstammeling is van de Lion Store. In dit filiaal in de Franklin Park Mall zijn leeuwenbeelden te zien, die in het centrale atrium van de winkel staan.

## Galerij

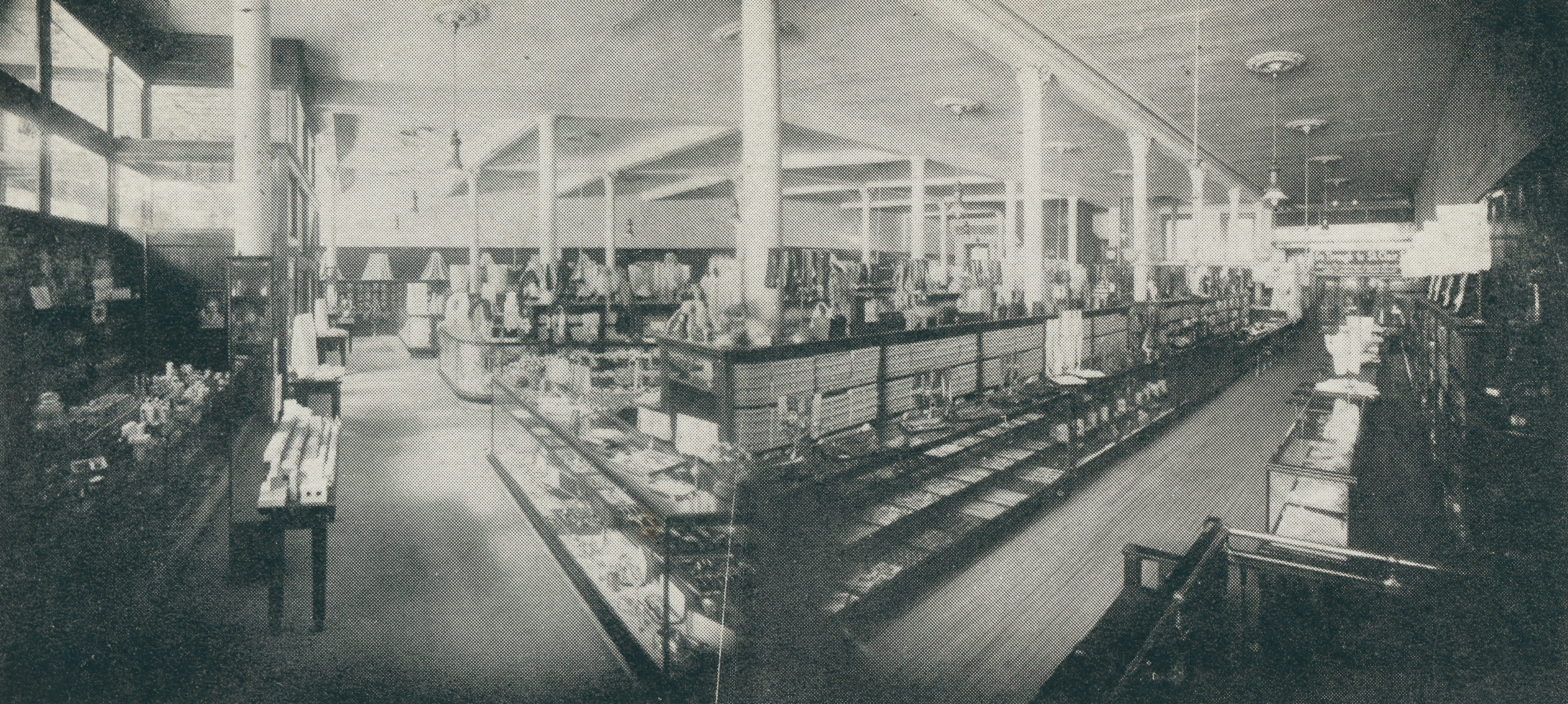
Begane grond, Lion Store, Downtown Toledo, jaren 1900
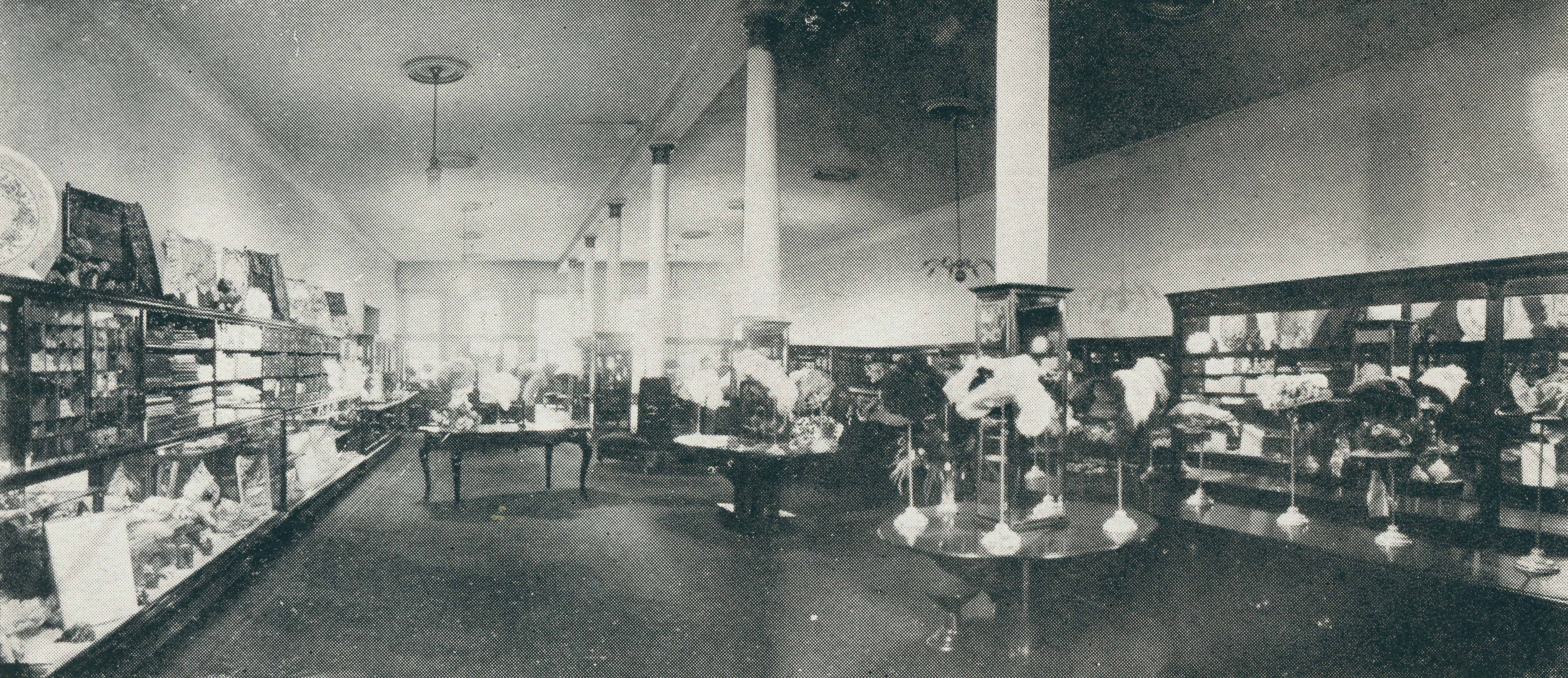
Tweede verdieping, hoedenafdeling, Lion Store, Downtown Toledo, jaren 1900
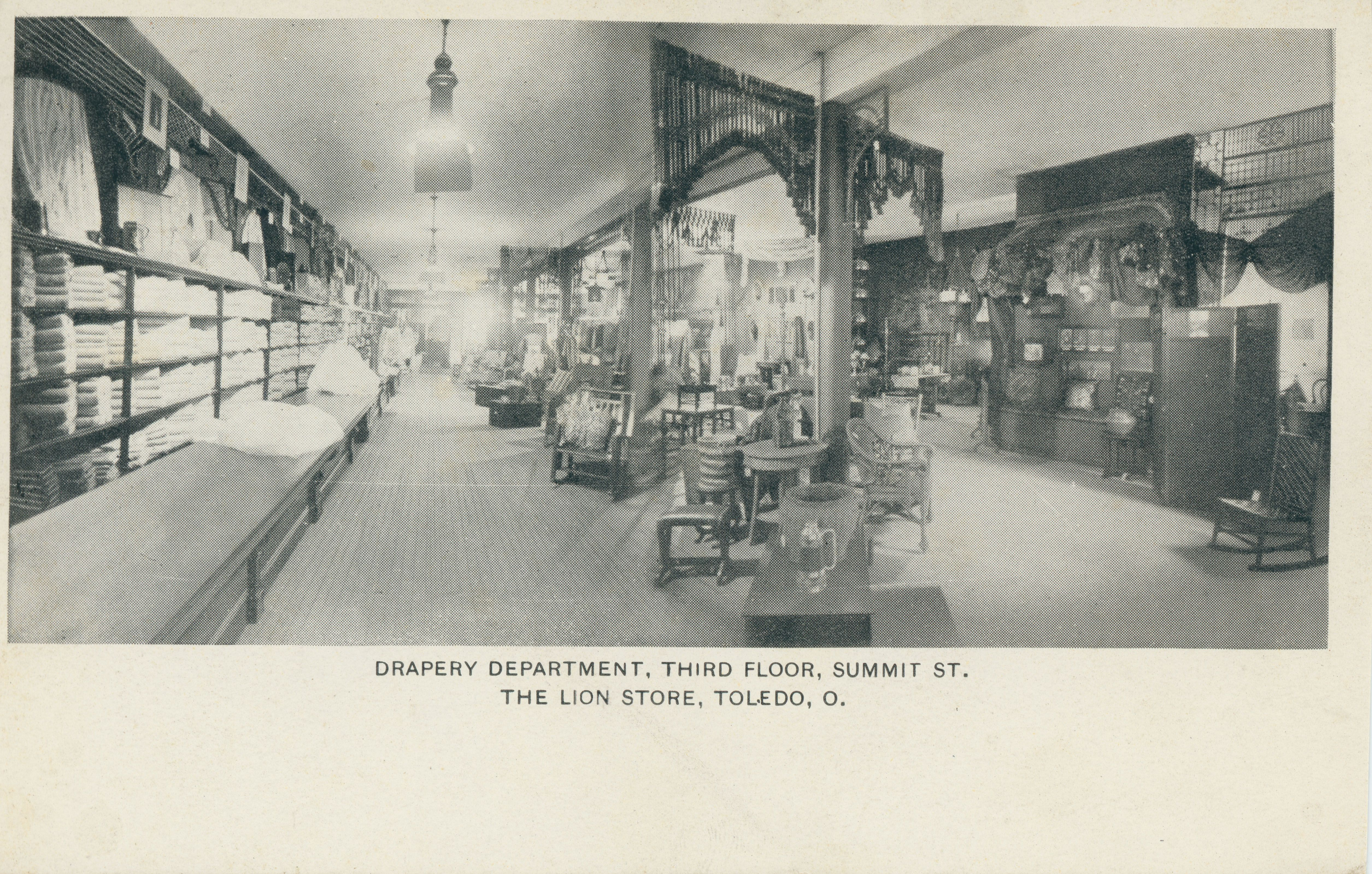
Derde verdieping, afdeling stoffen, Lion Store, Downtown Toledo, jaren 1900
Etalage in de Lion Store, Downtown Toledo, circa 1915
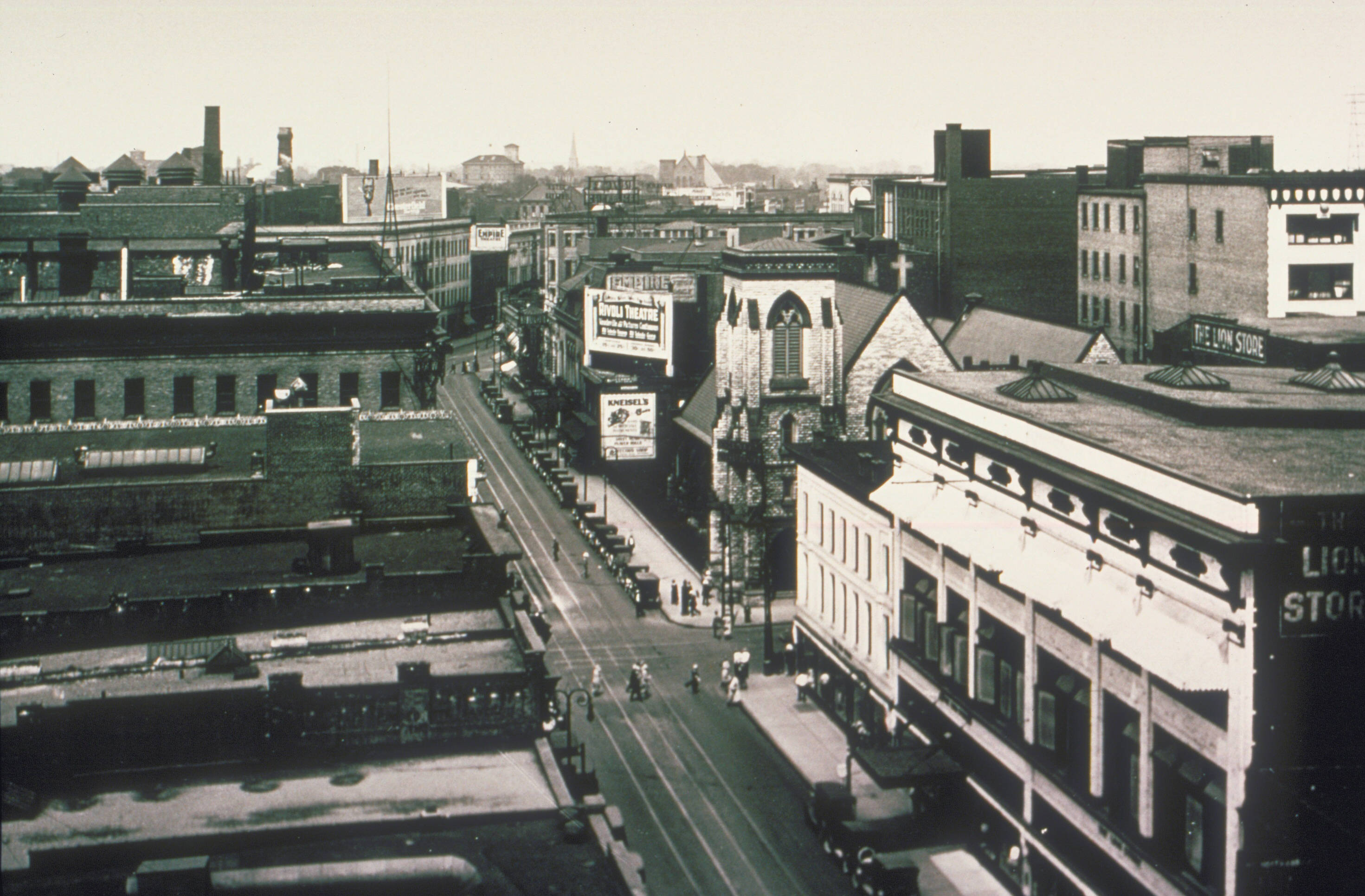
St. Clair en Adams Street met Lion Store aan de rechterkant, zonder datum
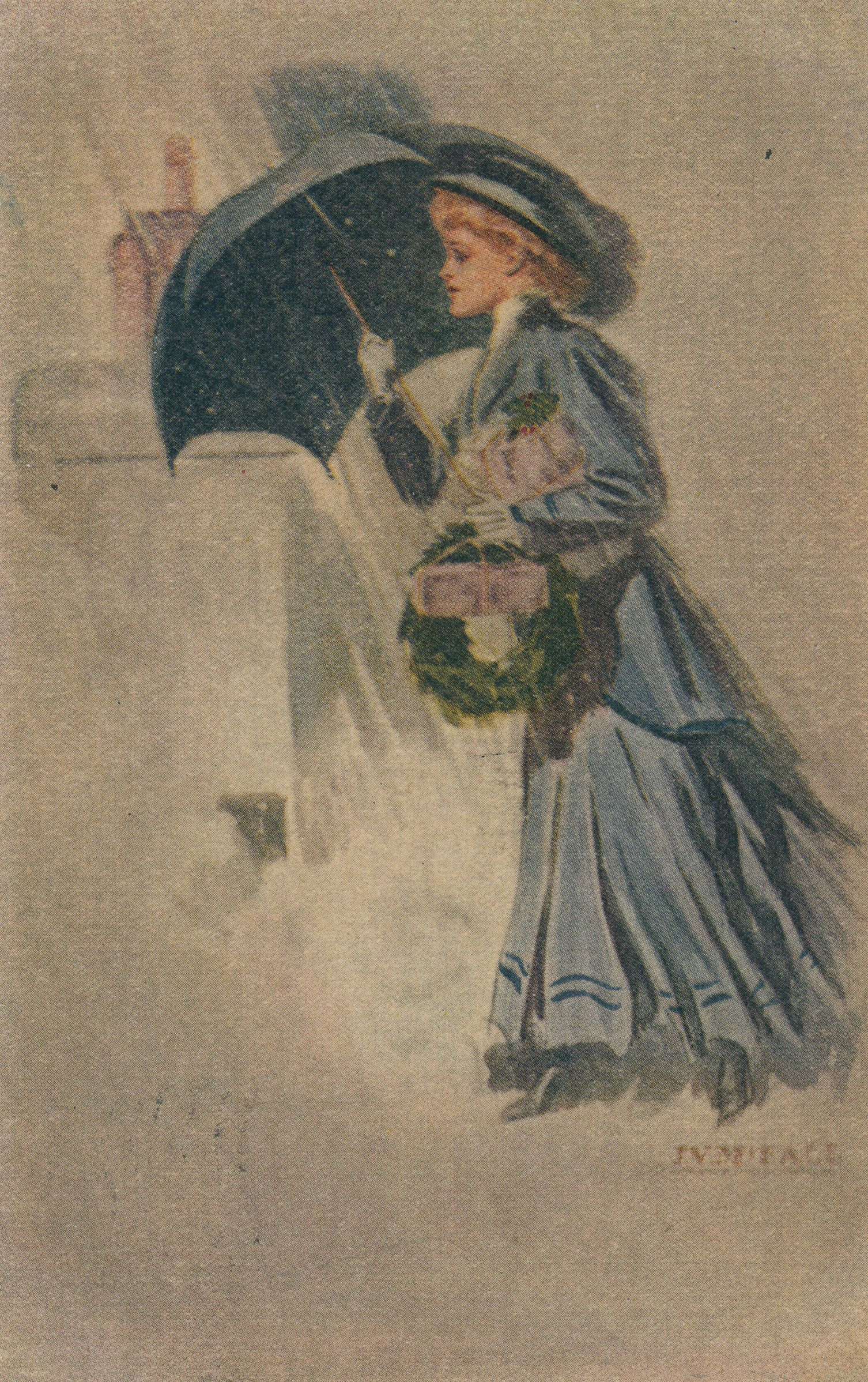
Lion Store ansichtkaartadvertentie voor paraplu's (voorkant), 1908
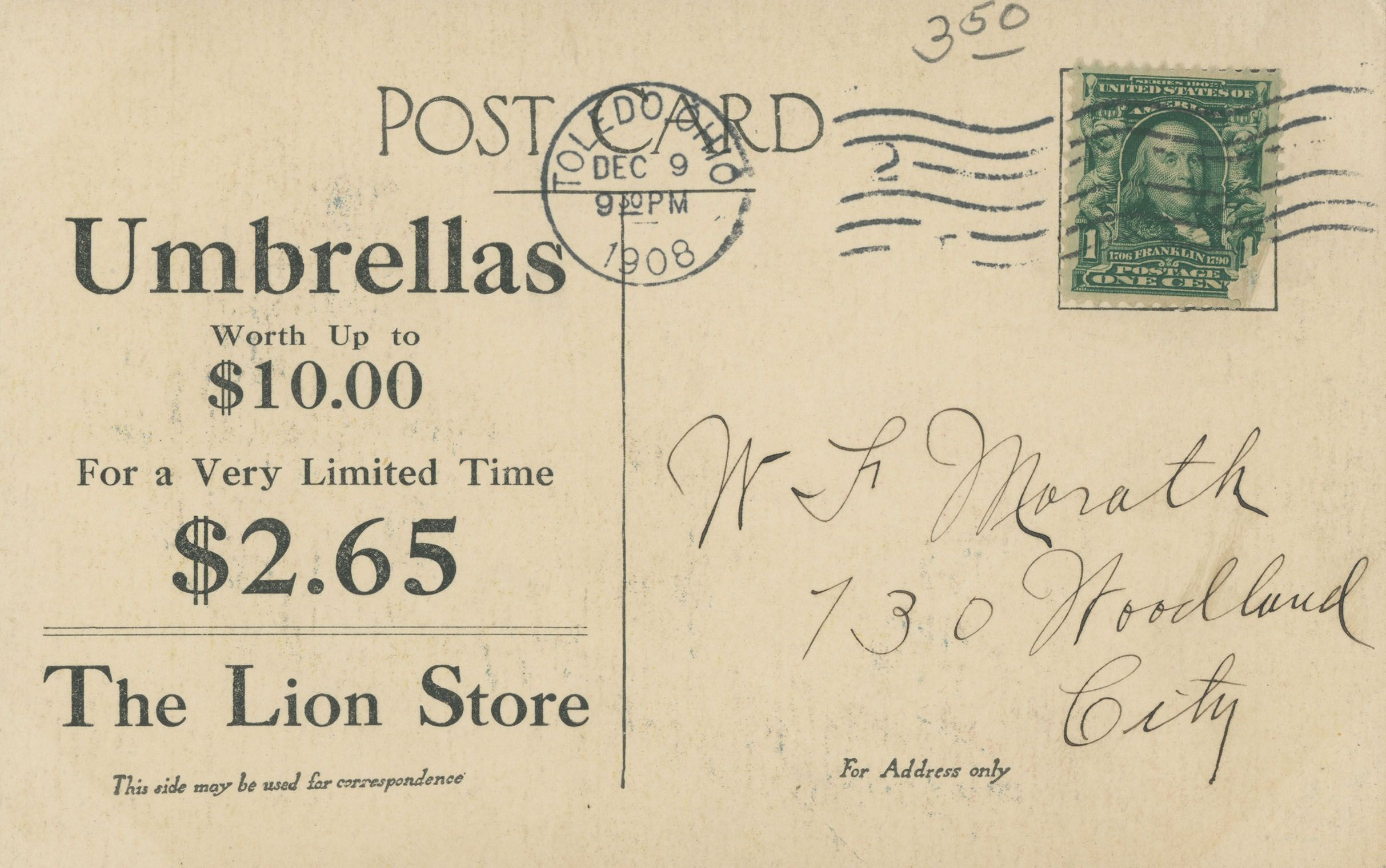
Lion Store-ansichtkaartadvertentie voor paraplu's (achterkant), 1908
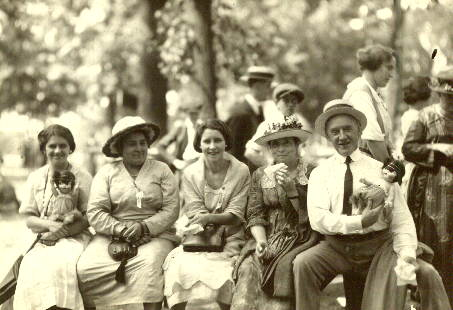
Picknick van een medewerker van de Lion Store, circa 1920
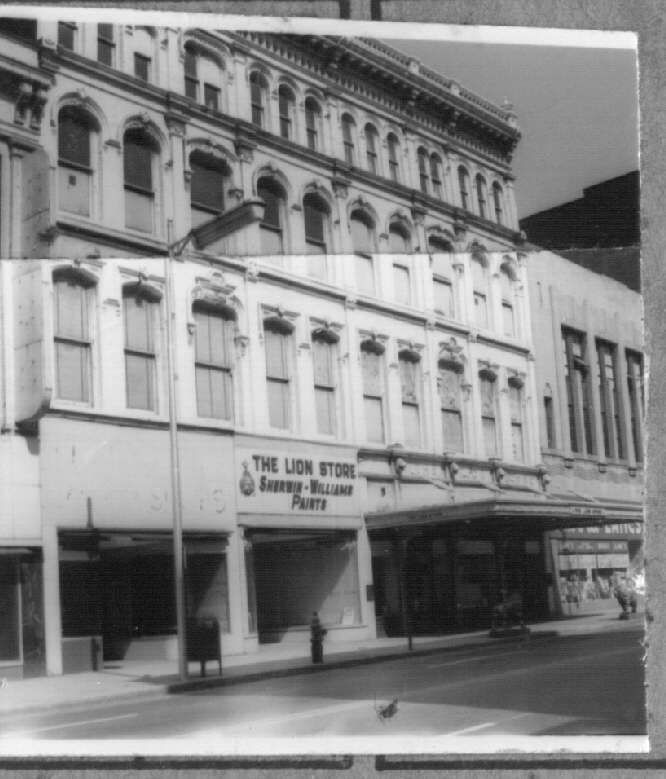
Ingang van de Lion Store met rechts een leeuwenstandbeeld, 1935
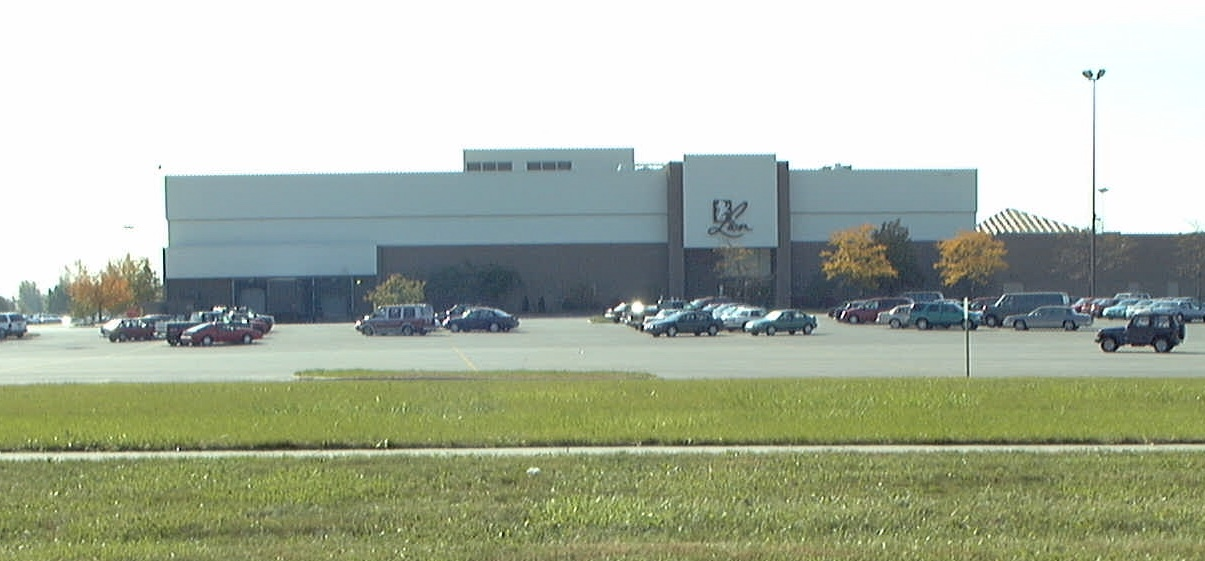
Lion Store op North Towne Square, 1998